# Nuestra Señora de Fátima (premetro de Buenos Aires)
Nuestra Señora de Fátima es una estación tranviaria del premetro que forma parte de la red de subterráneos de Buenos Aires. Pertenece al ramal que une la estación Intendente Saguier, con las estaciones Centro Cívico y General Savio.

## Inauguración
Fue inaugurada por Metrovías el 13 de marzo de 2000.

## Remodelación
En enero de 2015, el gobierno de la Ciudad de Buenos Aires anunció la renovación de paradas y material rodante del Premetro. Las primeras paradas a mejorar serían Mariano Acosta, Somellera, Ana María Janer, Nuestra Señora de Fátima y Fernández de la Cruz, mientras que el resto se realizaría entre 2016 y 2017. Cada una de las paradas tendrá un revestimiento con mosaicos vítreos de colores y tendrán intervenciones de diferentes artistas.
Nuestra Señora de Fátima fue la primera parada de la red que cerró y se demolió para su remodelación, anunciándose también que será una estación modelo a imitar en el resto de las renovaciones. Si bien la obra duraría unos pocos meses, finalmente Subterráneos de Buenos Aires demoró 15 meses, abriéndose nuevamente el 25 de abril de 2016. Tras su reapertura, la estación luce nuevos andenes y refugios (similares a los utilizados en las paradas del Metrobús), nueva iluminación y accesos mejorados (con rampas para discapacitados), además de cestos de residuos y asientos.

## Ubicación geográfica
Se ubica en la intersección de la avenida Mariano Acosta y la calle Barros Pazos, en el barrio porteño de Villa Soldati, cercana a la iglesia Nuestra Señora de Fátima.

## Imágenes

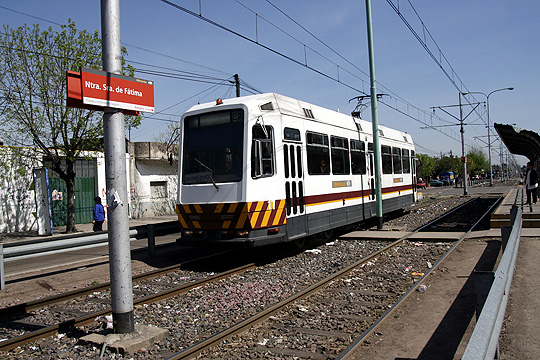
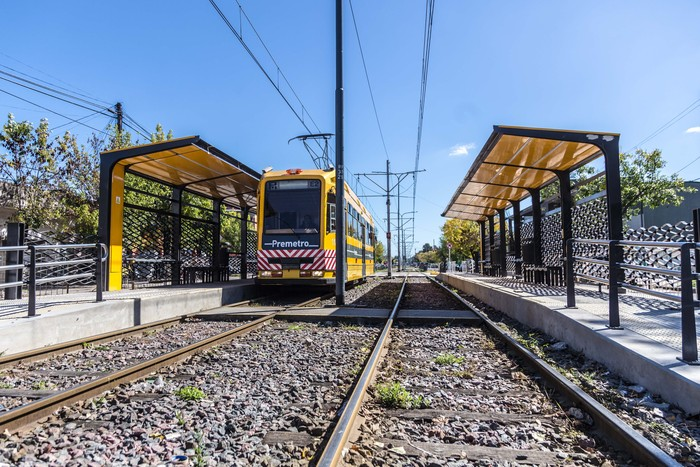
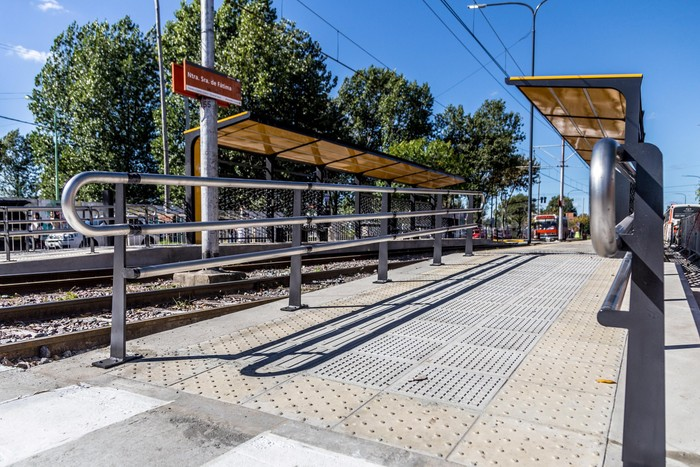